# (35043) 1981 EH38
(35043) 1981 EH38 es un asteroide perteneciente al cinturón de asteroides, descubierto el 1 de marzo de 1981 por Schelte John Bus desde el Observatorio de Siding Spring, Nueva Gales del Sur, Australia.

## Designación y nombre
Designado provisionalmente como 1981 EH38.

## Características orbitales
1981 EH38 está situado a una distancia media del Sol de 2,334 ua, pudiendo alejarse hasta 2,708 ua y acercarse hasta 1,960 ua. Su excentricidad es 0,160 y la inclinación orbital 4,211 grados. Emplea 1302,86 días en completar una órbita alrededor del Sol.

## Características físicas
La magnitud absoluta de 1981 EH38 es 15,7. 